# 삼성 갤럭시 S25
삼성 갤럭시 S25(Samsung Galaxy S25)는 삼성전자가 개발한 안드로이드 기반 플래그십 스마트폰으로, 갤럭시 S24 시리즈의 후속작이며, 삼성 갤럭시 S 시리즈에 속한다. 2025년 1월 23일 한국 시간 새벽 3시에 미국 캘리포니아주 산호세에서 열린 갤럭시 언팩 행사에서 발표되었다.
추가 모델인 S25 엣지는 2025년 5월 13일 갤럭시 언팩 행사에서 발표되었으며, 같은 해 5월 30일에 출시되었다. S25 엣지는 5.8 mm (0.23 in) 두께로 지금까지 출시된 갤럭시 S 시리즈 중 가장 얇은 기기이며, 갤럭시 A8 (2015) 보다도 얇다.

## 라인업
갤럭시 S25 시리즈는 총 네 가지 모델로 구성되어 있다: 갤럭시 S25, 갤럭시 S25+, 갤럭시 S25 울트라, 갤럭시 S25 엣지.
이 중 마지막 모델인 엣지는 2016년 출시된 삼성 갤럭시 S7 엣지 이후 처음으로 ‘엣지’ 명칭이 부활한 사례이며, 삼성 갤럭시 S9 이후 처음으로 후면 듀얼 카메라 구성을 채택한 S 시리즈 모델이기도 하다.
갤럭시 S25는 6.2 in (160 mm) 평면 디스플레이와 컴팩트한 폼팩터를 갖추고 있으며, 갤럭시 S25+는 유사한 내부 사양에 6.7 in (170 mm) 크기의 대형 디스플레이를 탑재했다.
갤럭시 S25 울트라는 6.9 in (180 mm) 화면과 더 커진 본체, 그리고 모서리를 둥글게 처리한 디자인을 채택하여 기존 갤럭시 S 시리즈의 디자인 스타일과와 더욱 유사해졌다.
신규 모델인 갤럭시 S25 엣지는 S25+와 동일한 6.7인치 디스플레이를 탑재했으며, 두께는 5.85 mm로 S25 시리즈 중 가장 얇은 모델이다.
갤럭시 S25 및 S25+는 전작인 S24 시리즈와 유사한 크기를 유지하며, S25 울트라는 이전 모델보다 약간 더 커진 본체와 함께 일부 디자인 개선이 적용되었다.
모든 모델은 스냅드래곤 8 엘리트 칩셋을 탑재했으며, 이전 시리즈와 달리 전 모델에 동일한 프로세서를 사용하는 것이 특징이다.
또한 S25, S25+, S25 울트라, S25 엣지 모두 지역에 따라 eSIM 기능을 제공한다.
국제판은 듀얼 나노 SIM과 듀얼 eSIM 프로필을 지원하며, 미국판은 나노 SIM 1개와 듀얼 eSIM 구성을 탑재한다.
중국판은 기존과 마찬가지로 듀얼 나노 SIM만을 지원하며 eSIM 기능은 포함되지 않는다.

## 디자인
갤럭시 S25 및 S25+는 전작과 유사한 디자인으로, 알루미늄 프레임과 유리 후면을 갖추고 있다. 전면 디스플레이와 후면 모두 고릴라 글래스 빅투스 2를 사용해 내구성을 강화했다.
이 두 모델은 기본 색상으로 아이스 블루, 민트, 네이비, 실버 쉐도우 등 네 가지 색상이 제공되며, 삼성 공식 웹사이트를 통해서만 구매 가능한 핑크 골드, 코랄 레드, 블루 블랙 색상도 별도로 마련되어 있다.
갤럭시 S25 울트라는 전작인 S24 울트라와 마찬가지로 티타늄 프레임과 유리 후면을 채택했으나, 모서리를 둥글게 다듬어 전체적으로 더 부드러운 느낌을 준다. 전면 디스플레이와 후면에는 빛 반사를 줄이고 내구성을 강화한 고릴라 글래스 아머 2가 적용되었다. S25 울트라의 기본 색상은 티타늄 실버블루, 티타늄 블랙, 티타늄 화이트실버, 티타늄 그레이이며, 온라인 전용 색상으로 티타늄 제이드그린, 티타늄 제트블랙, 티타늄 핑크골드가 추가로 제공된다.
갤럭시 S25 엣지는 티타늄 프레임과 평면 디스플레이 디자인을 채택했으며, S25 및 S25+와 유사한 외형을 유지하면서도 더욱 슬림한 두께가 특징이다. 전면에는 고릴라 글래스 세라믹 2를 적용해 스크래치 내구성과 반사 저감 기능을 강화했다. 색상은 티타늄 아이스블루, 티타늄 실버, 티타늄 제트블랙의 세 가지가 제공된다.
| 모델             | 갤럭시 S25 및 S25+                         | 갤럭시 S25 울트라                                                   | 갤럭시 S25 엣지                                     |
| ---------------- | ------------------------------------------ | ------------------------------------------------------------------- | --------------------------------------------------- |
| 기본 색상        | - 아이스 블루 - 민트 - 네이비 - 실버쉐도우 | - 티타늄 블랙 - 티타늄 그레이 - 티타늄 화이트실버 - 티타늄 실버블루 | - 티타늄 아이스블루 - 티타늄 실버 - 티타늄 제트블랙 |
| 온라인 전용 색상 | - 핑크골드 - 코럴레드 - 블루블랙           | - 티타늄 제이드그린 - 티타늄 제트블랙 - 티타늄 핑크골드             | -                                                   |

## 사양

### 디스플레이
갤럭시 S25 시리즈는 다이나믹 LTPO 아몰레드 2X 디스플레이를 탑재하였으며, HDR10+를 지원하고 최대 120 Hz 주사율과 2600 니트의 최대 밝기를 제공한다. S25 및 S25+ 모델은 디스플레이 보호를 위해 코닝의 고릴라 글래스 빅투스 2를 사용하며, S25 울트라는 고릴라 글래스 아머 2를 채택 중이다. 시리즈 전 모델은 초음파식 디스플레이 내장 지문 센서를 공통으로 탑재하고 있다.
S25 엣지 모델 역시 다이나믹 LTPO AMOLED 2X 패널을 사용하며, HDR10+ 및 120 Hz 주사율을 지원하고, 최대 밝기 2600니트로 다른 모델과 동일한 수준의 디스플레이 성능을 제공한다. 디스플레이 보호용 강화유리에는 S25 및 S25+와 동일한 고릴라 글래스 빅투스 2가 사용된다.
| 모델             | 크기            | 해상도    | 밀도       | 화면 비율 | 최대 주사율 | 가변 주사율   | 형태                      |
| ---------------- | --------------- | --------- | ---------- | --------- | ----------- | ------------- | ------------------------- |
| S25              | 6.2 in (157 mm) | 2340×1080 | 약 416 ppi | 19.5:9    | 120 Hz      | 1 Hz ~ 120 Hz | 둥근 모서리의 평면 디자인 |
| S25+ 및 S25 엣지 | 6.7 in (170 mm) | 3120×1440 | 약 513 ppi | 19.5:9    | 120 Hz      | 1 Hz ~ 120 Hz | 둥근 모서리의 평면 디자인 |
| S25 울트라       | 6.9 in (175 mm) | 3120×1440 | 약 498 ppi | 19.5:9    | 120 Hz      | 1 Hz ~ 120 Hz | 둥근 모서리의 평면 디자인 |

### 카메라
갤럭시 S25와 S25+는 5,000만 화소 광각 센서, 1,000만 화소 3배 망원 렌즈, 1,200만 화소 초광각 센서를 탑재했다. S25 울트라는 2억 화소 광각 센서, 5,000만 화소 5배 잠망경 망원 렌즈, 1,000만 화소 3배 망원 렌즈, 5,000만 화소 초광각 센서를 탑재했다.
S25 엣지는 2억 화소 광각 센서와 1,200만 화소 초광각 센서를 탑재했으며, 망원 렌즈는 탑재되지 않았다.
모든 모델은 전면 카메라에 1,200만 화소 센서를 탑재했다.
|             | Galaxy S25 및 S25+                                         | Galaxy S25 울트라                                                     | Galaxy S25 엣지                                              |
| ----------- | ---------------------------------------------------------- | --------------------------------------------------------------------- | ------------------------------------------------------------ |
| 광각        | 5,000만 화소, f/1.8, 24mm, 1/1.56", 듀얼 픽셀 PDAF, OIS    | 2억 화소, f/1.7, 24mm, 1/1.3", 다방향 PDAF, OIS                       | 2억 화소, f/1.7, 24mm, 1/1.3", 다방향 PDAF, OIS              |
| 초광각      | 1,200만 화소, f/2.2, 13mm, 1/2.55", 슈퍼 스테디 비디오     | 5,000만 화소, f/1.9, 120˚, 듀얼 픽셀 PDAF, HDR10+                     | 1,200만 화소, f/2.2, 13mm, 1/2.55", PDAF, 슈퍼 스테디 비디오 |
| 망원        | 1,000만 화소, f/2.4, 67mm, 1/3.94", PDAF, OIS, 3배 광학 줌 | 1,000만 화소, f/2.4, 67mm, 1/3.52", 듀얼 픽셀 PDAF, OIS, 3배 광학 줌  | –                                                            |
| 잠망경 망원 | –                                                          | 5,000만 화소, f/3.4, 111mm, 1/2.52", 듀얼 픽셀 PDAF, OIS, 5배 광학 줌 | –                                                            |
| 전면        | 1200만 화소, f/2.2, 26mm, PDAF                             | 1200만 화소, f/2.2, 26mm, PDAF                                        | 1200만 화소, f/2.2, 26mm, PDAF                               |

### 배터리
갤럭시 S25 시리즈는 S24 시리즈와 유사한 배터리 용량을 갖추고 있다. 단, S25 엣지는 두께가 줄어든 탓에 크기와 길이는 S25+와 유사하지만 배터리 용량은 더 작다. S25와 S25 엣지 모두 최대 25W의 유선 충전을 지원하며, S25+와 S25 울트라는 더 빠른 45W 충전을 지원한다. 네 모델 모두 최대 15W의 Qi 무선 충전을 지원하고, 배터리 전력을 이용한 역방향 무선 충전 기능도 제공한다.
|                                   | Galaxy S25 | Galaxy S25+ | Galaxy S25 울트라 | Galaxy S25 엣지 |
| --------------------------------- | ---------- | ----------- | ----------------- | --------------- |
| 배터리 용량                       | 4,000 mAh  | 4,900 mAh   | 5,000 mAh         | 3,900 mAh       |
| 유선 충전 속도                    | 25W        | 45W         | 45W               | 25W             |
| 무선 충전 속도 (역방향 충전 포함) | 15W        | 15W         | 15W               | 15W             |

### 메모리 및 저장공간
이전 모델과 달리, 갤럭시 S25 시리즈는 전 모델에 12GB RAM을 기본 탑재한 상태로 출시되었다. S25는 저장공간 128GB부터 시작하며, 나머지 세 모델은 모두 256GB부터 시작한다. S25 엣지는 12GB RAM 단일 사양으로 출시되며, RAM 구성 선택 옵션은 제공되지 않는다.
다만, 대한민국 및 중화권(중국 본토, 홍콩, 대만)에서는 일부 S25 울트라 모델에 16GB RAM 옵션이 존재한다. 한국에서는 티타늄 제트블랙 색상 모델의 1TB 저장용량 사양에 한해 16GB RAM이 탑재된다. 중화권에서는 색상과 관계없이 1TB 저장공간 모델에 16GB RAM이 제공된다.
| 모델              | RAM                          | 저장공간 옵션         |
| ----------------- | ---------------------------- | --------------------- |
| 갤럭시 S25        | 12GB                         | 128GB / 256GB / 512GB |
| 갤럭시 S25+       | 12GB                         | 256GB / 512GB         |
| 갤럭시 S25 울트라 | 12GB / 16GB (일부 지역 한정) | 256GB / 512GB / 1TB   |
| 갤럭시 S25 엣지   | 12GB                         | 256GB / 512GB         |

### 네트워크 및 연결 기능
갤럭시 S25 시리즈는 전 모델에 5G, Wi-Fi 7, 블루투스 5.4, NFC, USB Type-C 3.2를 지원하며, 데이터 전송과 충전 모두에 사용된다.
초광대역(UWB) 기능은 S25+, S25 엣지, S25 울트라 모델에서만 지원된다.
| 모델              | Wi-Fi   | 블루투스 | UWB 지원 | USB       | NFC  |
| ----------------- | ------- | -------- | -------- | --------- | ---- |
| 갤럭시 S25        | Wi-Fi 7 | 5.4      | 미지원   | USB-C 3.2 | 지원 |
| 갤럭시 S25+       | Wi-Fi 7 | 5.4      | 지원     | USB-C 3.2 | 지원 |
| 갤럭시 S25 울트라 | Wi-Fi 7 | 5.4      | 지원     | USB-C 3.2 | 지원 |
| 갤럭시 S25 엣지   | Wi-Fi 7 | 5.4      | 지원     | USB-C 3.2 | 지원 |

## 소프트웨어
갤럭시 S25 시리즈는 안드로이드 15와 One UI 7을 탑재한 상태로 출시되었다. 삼성은 해당 시리즈에 대해 운영체제 및 보안 업데이트를 7년간 제공하겠다고 발표했으며, 소프트웨어 지원은 2032년까지 지속될 예정이다.
또한, 해당 시리즈는 삼성의 생성형 AI 세트인 갤럭시 AI도 함께 탑재되어 있다. 갤럭시 AI는 S25 시리즈에서 기능이 확장되어, 업데이트된 형태로 제공된다.

## 사진

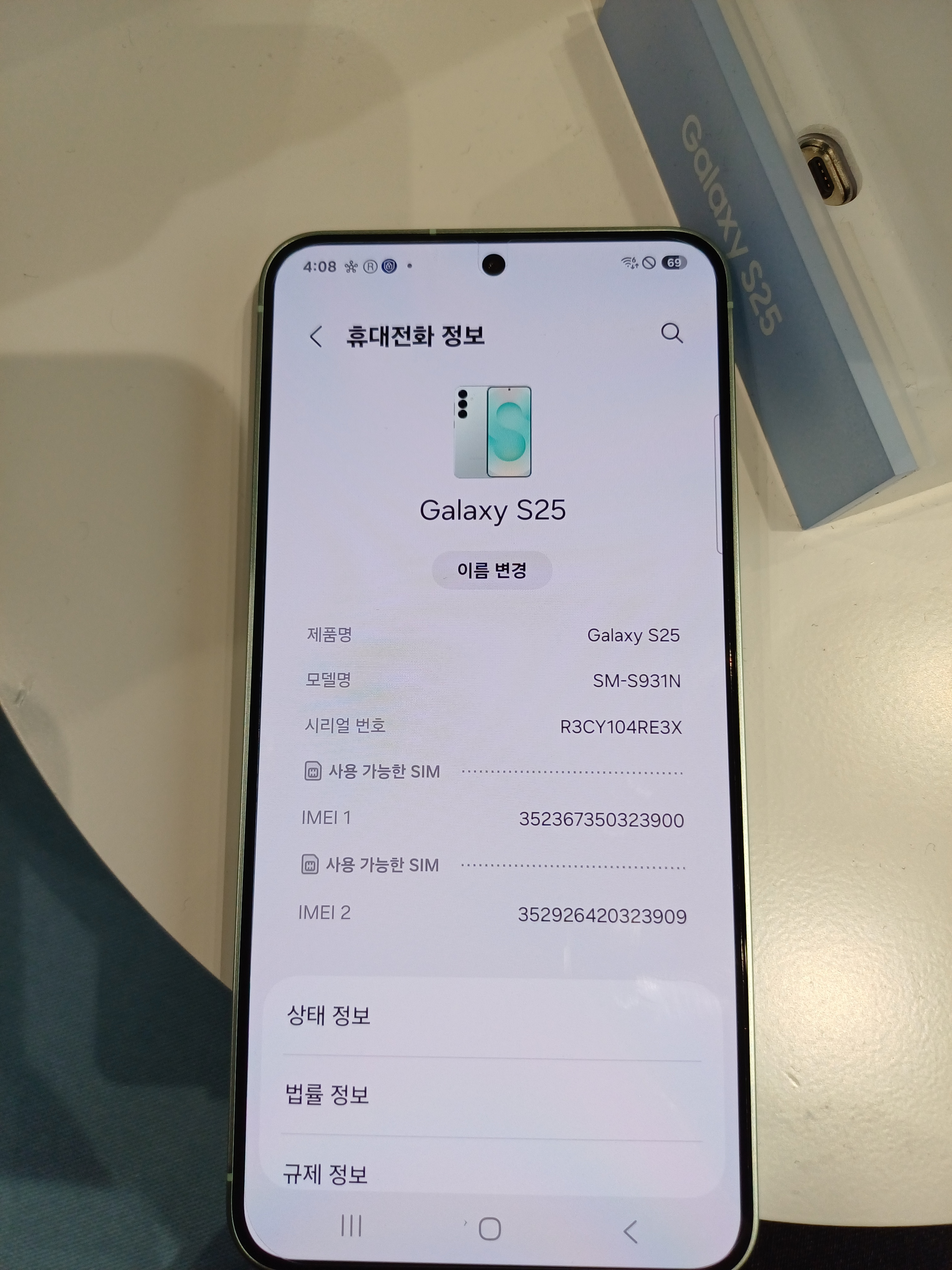
S25
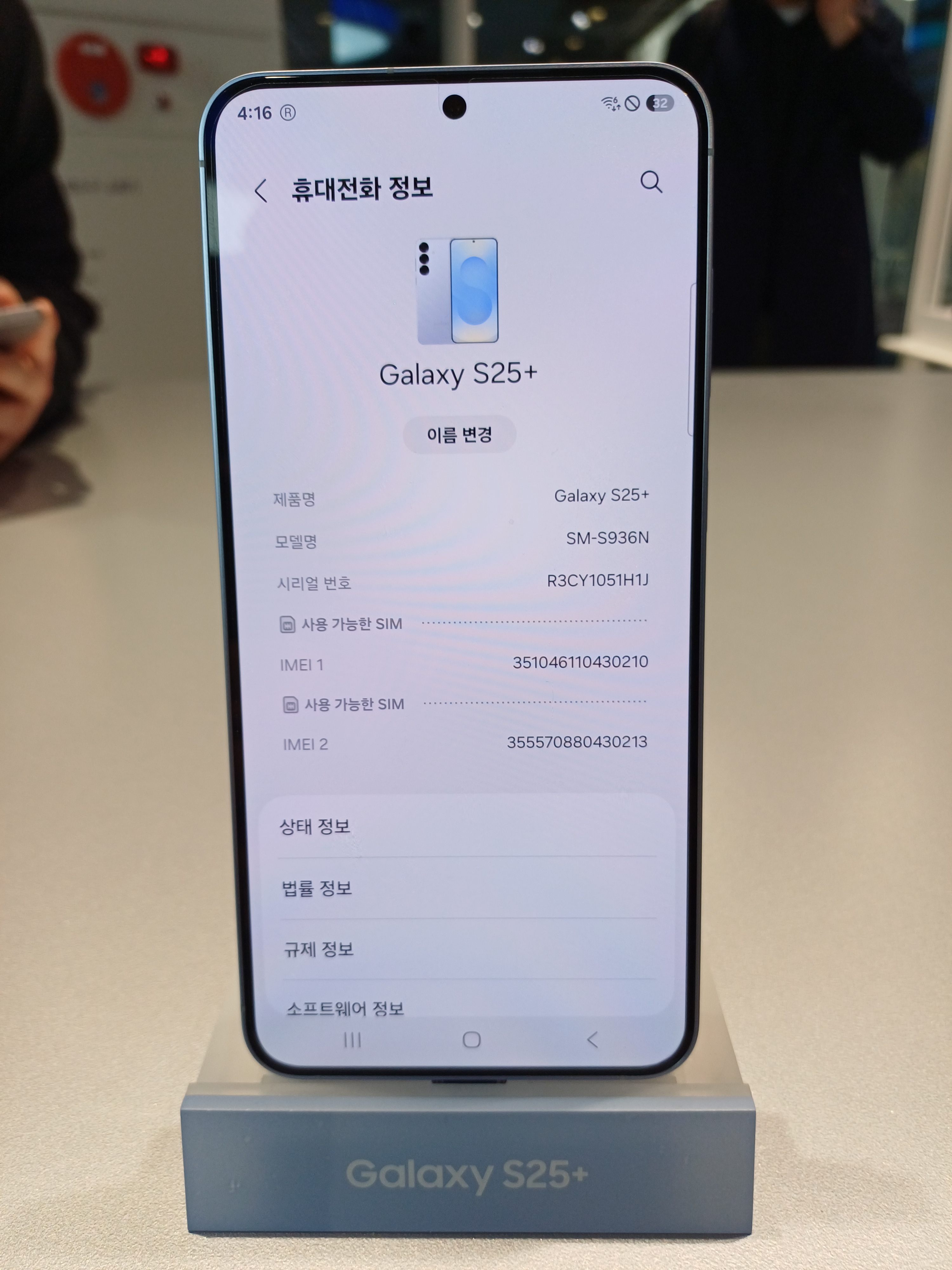
S25+
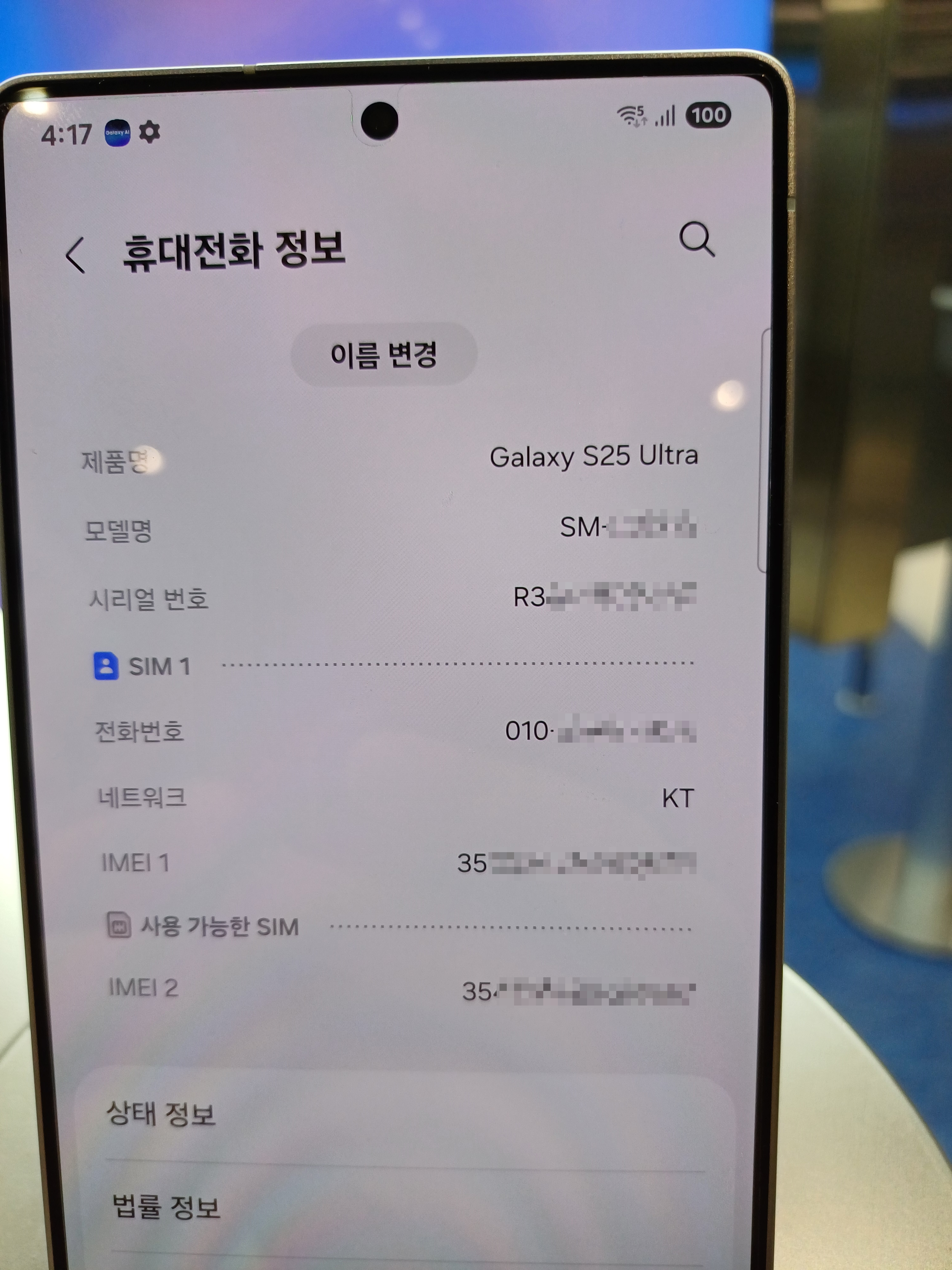
S25 Ultra